# Franz Alt (pittore)
Franz Alt (Vienna, 16 agosto 1824 – Vienna, 13 febbraio 1914) è stato un pittore austriaco.

## Biografia
Seguendo le orme del padre Jacob e del fratello Rudolf von Alt, si iscrisse all'Accademia di belle arti di Vienna. Compì numerosi viaggi di studio nel Tirolo e in Italia, e visitò Mosca, San Pietroburgo, Parigi e Londra.
Principalmente conosciuto come pittore di paesaggi, Alt ha creato complessivamente circa duemila acquerelli e dipinti ad olio.